# Выскубенко, Дмитрий Юрьевич
Дмитрий Юрьевич Выскубенко (род. 18 октября 1997, Москва) — артист балета, актёр. С 2016 — артист Баварского государственного балета, 2018—2022 — первый солист. С 2022 — первый солист Большого театра России, с 2023 — ведущий солист. Также известен[кому?] под псевдонимом «The Russian Prince».

## Биография
Родился в Москве 18 октября 1997 года. Свои ранние годы потомственный артист балета провёл в театре, где начал свои первые шаги в балетном искусстве под руководством и наставничеством своего отца Юрия Выскубенко. Как итог, в 2008 году в семье было принято решение о его поступлении в МГАХ, где ему как одному из лучших воспитанников была назначена стипендия фондов Галины Улановой и Светланы Захаровой. Во время учебы он танцевал в Большом театре России, Московском академическом музыкальном театре имени Станиславского и Немировича - Данченко, Государственном Кремлёвском дворце.   

### Актерская деятельность
В 2010 году получил главную роль в фильме «Мой папа Барышников», который в 2011 году жюри Международного детского фестиваля искусств и спорта «Кинотаврик» признало лучшим фильмом, а Дмитрия — лучшим юным актером. Также в этом фильме приняли участие звезды отечественного кинематографа: Анна Михалкова, Анатолий Кот и другие. Фильм получил множество положительных отзывов и был тепло принят публикой.

### Балетная карьера
В 2016 году окончил Московскую государственную академию хореографии (педагог — Михаил Шарков) и поступил на работу в Баварский государственный балет в Мюнхене в качестве артиста балета. В 2017 году был переведен в статус солиста, в 2018 — первого солиста.
В 2022 году участвовал в XIV Международном конкурсе артистов балета в Москве, где был удостоен II премии. После этого конкурса ему предложили место первого солиста балета в Большом театре России, в котором с сентября 2022 года он начал службу. В 2023 году возведён в ранг ведущего солиста. Его репетитор — Александр Ветров.
Является участником и победителей ряда российских и международных конкурсов.

### Семья
Отец — Юрий Сергеевич Выскубенко, главный балетмейстер Музыкального театра имени И. М. Яушева. Окончил МГАХ по специальности «артист балета». Был ведущим солистом в таких театрах как: Московский государственный театр «Русский Балет», Московский государственный театр классического балета, Филиппинский балетный театр, Израильский государственный балет, Имперский русский балет, Днепропетровский государственный театре оперы и балета, Красноярский государственный театр оперы и балета, а также сотрудничал с Римским театром оперы и балета, но в последствии избрал для себя путь хореографа. В его репертуаре такие постановки как: «Лебединое озеро», «Доктор Айболит», «Спящая красавица», «Дон Кихот» и многие другие как современные, так и классические балеты. 
Мать — Наталья Витальевна Выскубенко, также окончила МГАХ, и была принята в балетную труппу Большого театра, где проработала вплоть до 2016 года, её репетитором была Р. К. Карельская.

## Репертуар вБаварском государственном балете
- Па-де-сис («Укрощение строптивой» на музыку Д. Скарлатти в обработке К.-Х. Штольце, хореография Дж. Крэнко)
- Па-де-сис («Жизель» А. Адана, хореография Ж. Коралли, Ж. Перро, М.Петипа, редакция П. Райта)
- Пастух («Спартак» А. Хачатуряна, хореография Ю. Григоровича)
- Солист I части («Симфония до мажор» Ж. Бизе, хореография Дж. Баланчина)
- Золотой божок («Баядерка» Л. Минкуса, хореография М. Петипа, редакция П. Бара)
- Бенволио («Ромео и Джульетта» С. Прокофьева, хореография Дж. Крэнко)
- Джек / Червонный валет («Алиса в стране чудес[англ.]» Дж. Тэлбота, хореография К. Уилдона)
- Колен («Тщетная предосторожность» Л. Герольда, хореография Ф. Аштона)
- Солист («Пограничная полоса» на музыку Дж. Кэдбери и П. Стоуни, хореография У. Макгрегора)
- Беранже, Жан де Бриен («Раймонда» А.Глазунова, хореография М. Петипа, редакция Р. Барры)
- Солист / «Бриллианты»  («Драгоценности[англ.]», хореография Дж. Баланчина, III часть на музыку П. И. Чайковского)
- Па-де-труа / «Изумруды» («Драгоценности[англ.]», хореография Дж.Баланчина, I часть на музыку Г. Форе)
- Фриц («Щелкунчик» П. И. Чайковского, хореография Дж. Ноймайера)
- Де Грие, Гастон Рье («Дама с камелиями» на музыку Ф. Шопена, хореография Дж. Ноймайера)
- Ленский («Онегин» на музыку П. И. Чайковского, хореография Дж. Крэнко)
- Франц («Коппелия» Л. Делиба, хореография Р. Пети)
- Левин («Анна Каренина» на музыку С. Рахманинова, В. Лютославского, С. Цинцадзе и И. Барданашвили, хореография К. Шпука)
- Бенно («Лебединое озеро» П. И. Чайковского, хореография Л. Иванова, М. Петипа, редакция Р. Барры)
- Граф Альберт («Жизель» А. Адана, хореография Ж. Коралли, Ж. Перро, М. Петипа, редакция П. Райта)
- Владимир («Метель» Л. Дангеля, хореография А. Кайдановского)

## Репертуар вБольшом театре
2014
- Друг Колена, Колен, бедный крестьянин («Тщетная предосторожность, или Лиза и Колен», музыка П. Гертеля, хореография Ж. Перро, М. Петипа, А. Горского, Ю. Григоровича)[4]

2022
- Принц Зигфрид («Лебединое озеро» П. И. Чайковского, хореография М. Петипа, Л. Иванова, А. Горского, вторая редакция Ю. Григоровича)
- Солист (ведущая пара) / «Бриллианты» («Драгоценности[англ.]», хореография Дж. Баланчина, III часть на музыку П. И. Чайковского)
- Лорд Вильсон / Таор ( «Дочь фараона» Ц. Пуни в постановке П. Лакотта по М. Петипа)
- Люсьен д’Эрвильи, Вариация Люсьена Р. Дриго для балета «Ручей» Л. Минкуса — Л. Делиба (Большое классическое па из балета «Пахита» Л. Минкуса, хореография М. Петипа, редакция Ю. Бурлаки)
- Финальный вальс и апофеоз, Французская кукла («Щелкунчик» П. И. Чайковского, хореография Ю. Григоровича)

2023
- Джеймс («Сильфида» Х. С. Левенскольда, хореография А. Бурнонвиля, редакция Й. Кобборга)
- Антуан Мистраль («Пламя Парижа» Б. Асафьева, хореография А. Ратманского, с использованием хореографии В. Вайнонена)
- Вариация А. Бармина для балета «Пахита» на музыку Э.-М. Дельдевеза (Большое классическое па из балета «Пахита»)
- Солист (две ведущие пары) / «Изумруды» («Драгоценности[англ.]», хореография Дж. Баланчина, I часть на музыку Г. Форе)
- Князь Федеричи («Марко Спада» на музыку Д. Ф. Э. Обера, хореография П. Лакотта по Ж. Мазилье)
- Тореро («Кармен-сюита» на музыку Ж. Бизе — Р. Щедрина, хореография А. Алонсо)
- Щелкунчик-принц («Щелкунчик» П. И. Чайковского)

2024
- Жан де Бриен («Раймонда» А. Глазунова, хореография М. Петипа, редакция Ю. Григоровича) — дебютировал на гастролях театра в Маскате
- Граф Парис («Ромео и Джульетта» С. Прокофьева, хореография Л. Лавровского, постановка М. Лавровского)
- Солор («Баядерка» Л. Минкуса, хореография М. Петипа, редакция Ю. Григоровича)
- Граф Вишенка («Чиполлино» К. Хачатуряна, хореография Г. Майорова)

2025
- Хозе («Кармен-сюита» на музыку Ж. Бизе — Р. Щедрина, хореография А. Алонсо)
- Граф Альберт («Жизель» А. Адана, хореография Ж. Коралли, Ж. Перро, М. Петипа, редакция Ю. Григоровича)
- Классический танцовщик («Светлый ручей» Д. Шостаковича, хореография А. Ратманского)
- Иван-царевич («Жар-птица» И. Стравинского, хореография М. Фокина, постановка А. Лиепы)

## Награды
- 2014 — II премия XXIV Международного конкурса балета города Риети (Италия)
- 2014 — I премия V Международного конкурса Юрия Григоровича «Молодой балет мира» (Сочи)[12]
- 2014 — I премия Международного конкурса балета им. Мии Чорак-Славенска (Загреб, Хорватия)
- 2015 — II премия III Международного конкурса балета в Пекине (Китай)
- 2015 — I премия и приз компании-производителя танцевальной обуви и одежды Sansha III Международного конкурса балета «Гран-при Азии» (Гонконг)
- 2016 — I премия VI Международного конкурса Юрия Григоровича «Молодой балет мира» (Сочи)[13]
- 2016 — I премия V Международного конкурса балета в Стамбуле (Турция)
- 2021 — Гран-при Международного конкурса балета им. Мии Чорак-Славенска (Загреб, Хорватия)